# Georg von und zu Franckenstein
Georg von und zu Franckenstein (Dresda, 18 marzo 1878 – Kelsterbach, 14 ottobre 1953) è stato un diplomatico austriaco naturalizzato britannico.
Contrario al nazismo, divenne cittadino britannico quando il suo incarico di ambasciatore fu soppresso nel 1938 con l'Anschluss.

## Biografia
Franckenstein nacque a Dresda, in Sassonia, figlio del barone Karl von und zu Franckenstein (1831–1898), diplomatico dell'impero austroungarico, e di sua moglie Elma von Schönborn-Wiesentheid (1841–1884). Era fratello minore del compositore e intendente generale di Monaco, Clemens von und zu Franckenstein (1875–1942).
Georg trascorse la sua giovinezza tra la Franconia e Vienna. Educato allo Schottengymnasium, proseguì i propri studi politici e di legge all'Università di Vienna, entrando nel ministero degli affari esteri austriaco e divenendo poi diplomatico. Il suo primo incarico fu alla legazione di Washington, poi fu trasferito a San Pietroburgo ed infine a Roma. Dopo un breve interludio al ministero degli esteri a Vienna, venne destinato alla corte giapponese, poi in India ed infine divenne direttore del commercio dell'ambasciata austriaca a Londra. Lo scoppio della prima guerra mondiale nel 1914 lo costrinse a lasciare la Gran Bretagna per rientrare in patria. Durante il periodo della guerra il barone von Franckenstein fu, tra le altre cose, rappresentante diplomatico della monarchia asburgica nei territori del Belgio occupati dalla Germania e nel 1918 nel Caucaso, occupato dalle potenze centrali, dove cercò con l'omologo tedesco generale Friedrich Kress von Kressenstein di soccorrere i rifugiati armeni. Nel 1919 fu membro della delegazione austriaca per la conclusione della pace con gli alleati a Saint-Germain.
Il 13 ottobre 1920 Franckenstein tornò a Londra come rappresentante diplomatico della neonata repubblica austriaca, e rimase in tale posizione per diciotto anni, sino al 1938.
Ebbe uno stile di vita sontuoso e dispendioso, in particolare per l'abitudine di ospitare presso la sua residenza concerti e balli in maschera, e così si assicurò la stima e la riconoscenza dell'alta società inglese; per quanto l'aristocrazia fosse stata abolita in Austria dal 1919, lui continuò ad essere noto come "Baron Franckenstein". Fu una delle personalità austriache  che nei primi anni '20 riuscì ad evitare la crisi economica del suo paese grazie ai suoi contatti a Londra e gestendo  i suoi legami con le banche estere.
Nel 1935 ottenne una laurea honoris causa in legge dall'Università di Oxford.
Strenuo oppositore del nazismo, perse la sua posizione diplomatica dopo l'Anschluss del 1938. Per organizzare meglio le azioni anti-naziste in Inghilterra ed aiutare i connazionali che desideravano opporsi al crescente potere del regime, scelse di rimanere a Londra e prese la cittadinanza inglese il 14 luglio 1938. Venne creato cavaliere il 26 luglio 1938 da re Giorgio VI del Regno Unito, il quale gli assegnò anche la gran croce del Royal Victorian Order.
Assieme a suo fratello Clemens ed ai suoi cugini Joseph von Franckenstein (agente dell'intelligence inglese) e a Heinrich von Franckenstein, tentò di stendere una rete attiva di oppositori al nazismo nel Regno Unito. A differenza però di quanto accaduto in altri paesi, questa non ebbe successo dal momento che la maggior parte degli austriaci residenti nel Regno Unito si riteneva tedesca. Nel 1939 sposò la giovane Editha King dalla quale ebbe un figlio, Clement.
Dopo la seconda guerra mondiale lo stato austriaco invitò von Franckenstein a concorrere alle elezioni per ricoprire l'incarico di primo presidente della ricostituita repubblica, incarico che declinò cordialmente, stimando di aver ben poche possibilità di vincere e sentendosi maggiormente legato alla nuova patria che l'aveva accolto da qualche anno.
Franckenstein e suo fratello Clemens furono inoltre grandi amici di Hugo von Hofmannsthal, col quale mantennero un'attiva corrispondenza letteraria.
Georg e Editha furono tra le 44 persone rimaste uccise nello schianto dell'aereo Convair CV-240 a bordo del quale viaggiavano presso Kelsterbach, in Assia, appena fuori Francoforte, il 14 ottobre 1953.
L'unico figlio della coppia, Clement von Franckenstein (1944–2019), attore di professione, venne cresciuto da amici inglesi.